# Union des groupements d'achats publics
L'Union des groupements d'achats publics (UGAP) est une centrale d'achat publique française, placée sous la double tutelle du ministre chargé du Budget et du ministre chargé de l'Éducation nationale.

## Statut et mission
L’UGAP est un établissement public à caractère industriel et commercial français créé en 1985 et placé sous la double tutelle du ministre chargé du Budget et du ministre chargé de l'Éducation nationale,. Elle est une centrale d'achat publique « généraliste » et constitue, en raison d'un mode opératoire quasi-exclusif en achat pour revente, un acteur spécifique de l’achat public, dont le rôle et les modalités d’intervention sont définis par le code de la commande publique (qui est entré en vigueur en avril 2019) relative aux marchés publics. Son activité globale représente 6,67 milliards d'euros hors taxes, répartis en 5,63 milliards d'euros d'activité de grossiste (achat pour revente) et 1,04 milliard d'euros d'achats réalisés en direct par les entités publiques sur les marchés de gaz et d'électricité passés par l'UGAP pour leur compte en tant qu'intermédiaire. 
Le recours à la centrale d’achat, elle-même soumise à cette ordonnance pour toutes ses procédures, dispense ses clients de toute mise en concurrence et publicité préalables. Cela étant, toute personne publique peut choisir de conduire sa propre procédure. L’UGAP opère donc dans un contexte d’autonomie de choix de ses clients. En sa qualité d’établissement public, elle est soumise à la contrainte d’équilibre de ses comptes, mais elle n’a pas pour vocation la recherche de résultats bénéficiaires optimisés.

## Histoire
Le 17 janvier 1968, l'UGAP est créée par décret,. C'est le regroupement de deux services d'achat de l'État français : le « Service de Groupement des Achats du Matériel et mobilier (SGAM) » du ministère de l'Éducation nationale et la division « matériels, équipements de bureau et équipements divers » du ministère de l'Économie, des Finances et de l'Industrie. Sa mission est d'approvisionner au meilleur prix, et dans le respect des politiques des pouvoirs publics, les administrations et les collectivités. L'UGAP se voit également imposer, dans le choix de ses fournisseurs, des exigences politiques de l'exécutif français,,, et ceci dès sa création par les pouvoirs publics.
L'entreprise est généraliste : son champ d'intervention est large, du véhicule de service aux fournitures de bureau en passant par l'équipement technique d'un hôpital ou l'équipement de jeux d'une entité destinée aux enfants. Une collectivité n'est pas obligée de passer par l'UGAP pour s'approvisionner. Mais, grâce à une réglementation prévue dans celle régissant les achats du secteurs publics, passer pour son approvisionnement par l'UGAP dispense la collectivité (territoriale ou nationale ou autre) d'être confrontée aux difficultés d'un appel d'offres (qui s'impose à partir d'un certain montant) dans le cadre du code des marchés publics. Un achat négocié auprès de l'UGAP suffit, sans être obligé de lancer une procédure lourde de comparaison des offres disponibles. L'UGAP a, de ce fait,  bénéficié pendant des années d'un avantage important par rapport à la concurrence privée. Cet avantage lui permet, à partir de 1986, de concentrer plus de 10 % de la commande publique.
Le 30 juillet 1985, un décret institue l'UGAP comme établissement public à caractère industriel et commercial. L'UGAP est alors placée sous la double tutelle, qui est toujours sa tutelle actuelle, des deux ministères dont étaient issus les services d'achat qui ont mené à son regroupement : le ministère de l'Économie, des Finances et de l'Industrie et le ministère de l'Éducation nationale,.
À partir de 1991, la réglementation en matière de passation des marchés commence à être modifiée afin de renforcer la transparence dans les commandes des différentes entités du secteur public en France, à la suite d'obligations au niveau européen. La disparition progressive des marchés négociés spécifiquement auprès de l'UGAP est annoncée, pour commencer à homogénéiser les procédures et pour renforcer la transparence des choix. Les établissements publics et l'UGAP continuent pourtant à recourir aux procédures simplifiées précédentes (les marchés négociés de gré à gré entre collectivité et UGAP). Le contrôleur d'État attaché à l'UGAP alerte, en 1994, les services de l’État, notamment les ministères chargés de la tutelle de l'UGAP : selon lui, près de 90 % des marchés sont à cette époque irréguliers au regard des nouvelles réglementations. Moins d'un an plus tard, en 1995, la loi interdit complètement aux EPIC tels que l'UGAP d'utiliser les marchés négociés de gré à gré. Prenant en compte cette modification, le conseil d'administration de l'UGAP et son président annoncent vouloir se plier, pour 80 % de ses ventes, d'ici 1998, à la nouvelle réglementation. En février 1998, le même président de l'UGAP est mis en examen pour favoritisme dans la passation de marchés publics entre l'UGAP et la direction des constructions navales de Toulon. Il démissionne en juin 1998. En parallèle, en 1997-1998, une mission d'audit sur l'UGAP est demandée à l'Inspection générale des finances (IGF). Dans son rapport, l'IGF estime à un milliard de francs le montant de commandes irrégulières enregistrées par l'UGAP,,. En décembre 1997, le ministre de l'économie, Dominique Strauss-Kahn, exige la cessation immédiate de la passation des marchés selon des procédures critiquables au regard de la loi. 
Le 27 juillet 2001, un arrêt du Conseil d'État affirme le caractère de service public de l'UGAP. Le 7 janvier 2004, l'UGAP acquiert le statut de centrale d'achat, ce qui confirme que l'UGAP, s'il se plie lui-même aux règles du code du marché public, libère les collectivités clientes d'un certain nombre d'exigences de ces marchés publics. Un compromis est ainsi trouvé entre les intérêts de cet organisme et les directives européennes : l'UGAP a un positionnement mieux défini et intervient en centrale d'achat, soit sur la base d'une offre préconstituée (en achetant pour revendre), soit sur une offre spécifique en cas de besoin particulier, intervenant dès lors comme opérateur d'achat spécialisé, maîtrisant à son niveau le code des marchés publics.
Le 25 mai 2008, l'UGAP signe par ailleurs un Pacte PME, qui favorise une démarche des grands comptes publics et privés en faveur du développement des PME innovantes. Le 22 décembre 2008, une modification du décret statutaire de l'UGAP élargit le champ de compétences de l'établissement, notamment aux titulaires de contrats de partenariat public-privé. Le 28 juin 2010, une Charte de bonnes pratiques entre donneurs d'ordre et PME est signée par l'UGAP.   
Un décret du 5 novembre 2020 élargit à nouveau les compétences de l'Union en y incluant « l'intermédiation en opérations de banque et en services de paiement, notamment le courtage en opérations de banque et en service de paiement et l'intermédiation en assurance, et notamment le courtage en assurance. » dès lors qu'il s'agit d'une prestation directement liée à une prestation principale ; l'établissement peut également fournir des prestations de stockage aux collectivités et organismes publics. 
Le siège de l'UGAP se situe en 1968, 14 rue du Général-Lasalle, Paris 19e, puis est déplacé en 1995 de Paris Gare de Lyon à Champs-sur-Marne (Seine-et-Marne), dans le bâtiment dit « le Triptyque » dans la Cité Descartes proche de la gare RER. Cette délocalisation en banlieue est une injonction de l'État français.